# 戀愛0公里
《戀愛0公里》是ASa Project在2011年10月28日發售的戀愛冒險類型成人遊戲，2013年1月31日由Alchemist發售PlayStation Portable版《戀愛0公里 Portable》（恋愛0キロメートル Portable），2014年8月28日由發售PlayStation Vita版《戀愛0公里 V》（恋愛0キロメートル V）。

## 故事
木之本家和矢崎家各自養育兒子們和女兒們，雙方家長都希望能位兒子或女兒。有天木之本的家長提出交換家人三個月的建議，在兩家接受此提案後，矢崎家的矢崎京一和木之本家的木之本咲耶因此互相住進彼此的房間。

## 角色
聲優順序為PC版／遊戲機版。

### 主要角色
矢崎京一
本作男主角。矢崎家次男，野川宮學園3年A組學生。由於向希櫻透露能有姊姊或妹妹因此成為矢崎家交換家人的代表。
木之本真夜（聲優：鈴谷麻耶）
生日：8月13日　血型：O型　身高：163cm　三圍：B93/W59/H89
木之本家的長女，4年級學生和學生會的會長。成績優秀但不擅長做家事。雖然最初反對母親所提出的交換家人想法但最後還是接受。
木之本咲耶（聲優：遠野そよぎ／岡嶋妙）
生日：8月9日　血型：O型　身高：156cm　三圍：B85/W57/H87
木之本家的次女，京一的同學，和実咲是雙胞胎姊妹。從以前小時候就暗戀京一旦京一並沒有注意到，對於兩人關係無法進一步提升感到擔憂。
木之本實咲（聲優：五行なずな／小野涼子）
生日：8月9日　血型：O型　身高：156cm　三圍：B86/W56/H85
木之本家的三女，京一的同學。負責家中大部分的家事。和咲耶同樣從以前就暗戀京但知道咲耶的心意而沒有表白。
木之本來亞（聲優：五十鈴みゆう／清水愛）
生日：8月22日　血型：O型　身高：150cm　三圍：B76/W56/H83
木之本家的四女，2年級學生。喜歡快樂有趣的事情，平時會戲弄姊妹們。
木之本華（聲優：森谷實園／吉田真弓）
生日：8月23日　血型：O型　身高：144cm　三圍：B82/W54/H80
木之本家的五女，1年級學生。討厭吵雜的人和場所，因此經常和乃来亞吵架。
矢崎夕空（聲優：桐谷華／種﨑敦美）
生日：6月29日　血型：A型　身高：160cm　三圍：B81/W59/H87
京一的妹妹，2年級學生。遊戲機版升格為女主角之一。平常是男性裝扮，只有家人和咲耶知道真實性別並將她視為男性對待。
小澤萌（聲優：阿澄佳奈）
生日：4月10日　血型：A型　身高：141cm　三圍：B70/W54/H77
4年級學生。遊戲機版的新角色。喜歡少女漫畫，從小嚮往王子。
小澤芽瑠（聲優：田村ゆかり）
生日：5月23日　血型：AB型　身高：160cm　三圍：B80/W58/84
萌的妹妹，2年級學生，剛出道的聲優。遊戲機版的新角色。接任動畫配音擔任妹妹角色，由於沒有哥哥便找來京一當做練習對象。
冰室屋灰（聲優：あかつきかなた／桃井はるこ）
生日：5月1日　血型：A型　身長：149cm
京一的同學和朋友。遊戲機版升格為女主角之一。出身神社，假日從事巫女工作。

### 其他角色
矢崎雅人（聲優：永倉仁八／深津智義）
京一的父親，從事土木工程的工作，在妻子因交通事故去世後便獨自養育兒子們。在學生時代是希櫻的學長，兩人經常一起喝酒交談。
矢崎神（聲優：島田友樹）
京一的哥哥，4年級學生和學生會的副會長。個性認真成績優秀而受到學妹們歡迎，但本人喜好熟女。
矢崎本田（聲優：榊原ゆい）
京一的弟弟，1年級學生。
木之本希櫻（聲優：向日葵／高梁碧）
木之本姊妹們的母親，從事BL漫畫家，筆名是「黒ずんだ珠子」。在丈夫病逝後便獨自養育女兒們，由於希望能有位兒子而主動提出交換家人三個月的建議。
鬼瓦今日子（聲優：春河あかり）
京一的同學，電影研究部的部長。

## 主題曲
片頭曲「恋愛0キロメートル」
作詞：rian，作曲：rian、山下航生，編曲：山下航生，歌：榊原ゆい
PSV/PSP版片頭曲「Lovely days」
作詞、作曲：rian，編曲：山下航生，歌：吉田真弓、岡嶋妙、小野涼子、清水愛、鈴谷まや
挿入曲「Girl's song」
作詞、作曲：rian，編曲：山下航生，歌：茶太
挿入曲「君と僕」
作詞、作曲：rian，編曲：山下航生，歌：花たん
PSV/PSP版挿入曲「High! High! High! 〜氷室屋ロック〜」
作詞、作曲、歌：桃井はるこ，編曲：古川竜也
片尾曲「Re-start!!」
作詞、作曲：rian，編曲：山下航生，歌：anporin

## 書籍
小說
是由天草白擔任寫作，擔任插畫，由一二三書房在2013年1月5日發售（ISBN 978-4-89199-103-6）。
畫集
是由一二三書房在2013年9月20日發售（ISBN 978-4-89199-200-2）。

## 評價
本作在2011年Getchu.com舉辦「美少女遊戲大賞2011」中獲得綜合部門第7名、劇本部門第7名、系統部門第9名、音樂部門第14名、影片部門第14名、角色部門「木ノ本咲耶」第13名。《ファミ通》1260號的クロスレビュー對《戀愛0公里 Portable》給予28/40分。

## 外部連結
- PC版官方網站 （页面存档备份，存于）（日語）
- .   [2017-01-04]. （原始内容存档于2016-03-25）.（日語）
- PSV版官方網站 （页面存档备份，存于）（日語）
- 小說官方網站 （页面存档备份，存于）（日語）